# 보스니아포드리네주

보스니아포드리네 주의 위치

보스니아포드리네주(보스니아어: Bosansko-podrinjski kanton, 크로아티아어: Bosansko-podrinjska županija, 세르비아어: Босанско-подрињски кантон)는 보스니아 헤르체고비나를 구성하는 국가 및 지역인 보스니아 헤르체고비나 연방에 속해 있는 10개 주 가운데 하나로 주도는 고라주데이며 면적은 504.6km2, 인구는 32,818명(2011년 기준), 인구 밀도는 65명/km2이다.

주기
주 문장

## 지방 자치체
3개 지방 자치체를 관할한다.
- 고라주데 (Goražde)
- 팔레프라차 (Pale-Prača)

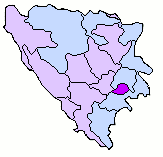
보스니아포드리네 주

- 포차우스티콜리나 (Foča-Ustikolina)

## 지리
보스니아 헤르체고비나 동부와 포드리네 지방에 위치한다. 서쪽으로는 사라예보 주와 접하고 있고 북쪽과 동쪽, 남쪽으로는 스릅스카 공화국과 접한다.

## 인구
2004년 기준으로 35,208명이 거주하며 보스니아인이 전체 인구의 다수를 차지한다. 다음과 같은 민족이 거주한다.
- 보스니아인 34,743명 (98.6%)
- 세르비아인 418명 (1.2%)
- 크로아티아인 50명 (0.1%)
- 그 외의 민족 35명 (0.1%)